# Visite ou Mémoires et Confessions
Pour plus de détails, voir Fiche technique et Distribution.
Visite ou Mémoires et Confessions (Visita ou Memórias e Confissões) est un film documentaire portugais réalisé par Manoel de Oliveira en 1982 et sorti à titre posthume, conformément à la volonté du réalisateur, en 2016.

## Synopsis
Un film autobiographique retraçant la vie du réalisateur dans sa maison de sa maturité.

## Fiche technique
- Titre français : Visite ou Mémoires et Confessions
- Titre original : Visita ou Memórias e Confissões
- Réalisation : Manoel de Oliveira
- Scénario : Manoel de Oliveira et Agustina Bessa-Luís
- Photographie : Elso Roque
- Ingénieur du son : Joaquim Pinto
- Pays d'origine :  Portugal
- Format : Couleurs - 1,66:1 - Mono
- Genre : film documentaire
- Date de sortie : 1982

## Distribution
- Manoel de Oliveira
- Maria Isabel de Oliveira
- Diogo Dória
- Urbano Tavares Rodrigues